# Fontaine de Birague
Pour les articles homonymes, voir Birague.

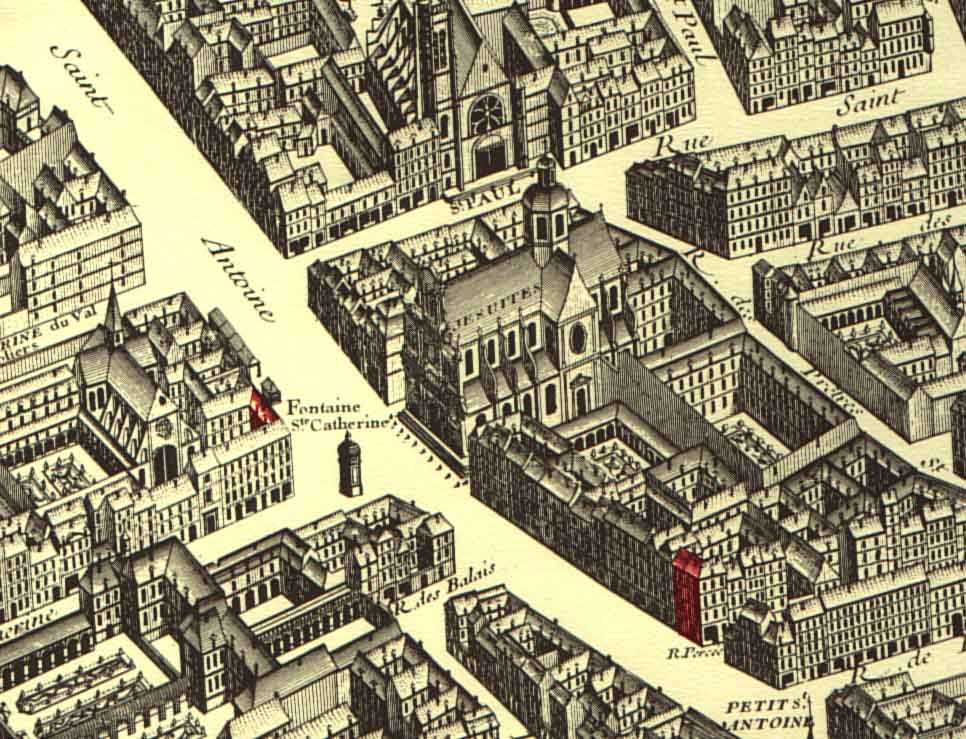
La fontaine de Birague, dite fontaine Sainte-Catherine, sur le plan de Turgot (1736).

La fontaine de Birague (également appelée fontaine Sainte-Catherine) est une fontaine parisienne créée au XVIe siècle et reconstruite à deux reprises avant sa destruction définitive en 1856. Elle était située place de Birague, devant l'église Saint-Paul-Saint-Louis, au croisement de la rue Saint-Antoine et de la rue Culture Sainte-Catherine (actuelle rue de Sévigné).

## Historique et description

### La première fontaine (1579-1627)

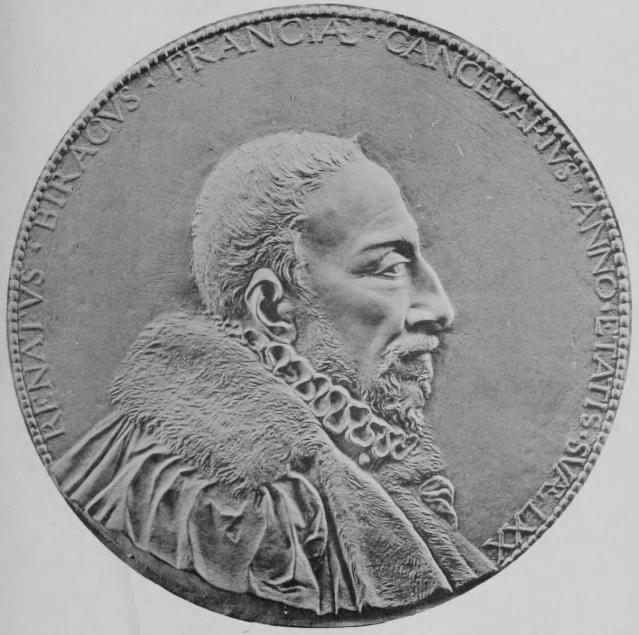
René de Birague, fondateur de la fontaine (médaille réalisée en 1577 par Germain Pilon, auteur probable des sculptures de cette première fontaine).

La fontaine doit son nom au chancelier René de Birague, qui la fit construire en 1579 pour approvisionner en eau non seulement son hôtel particulier (situé en bordure du prieuré Sainte-Catherine-du-Val-des-Écoliers) mais également tout le quartier. Il y fit placer une inscription dédicatoire sur une plaque de marbre :
| HENRICO III. Franciæ et Poloniæ rege christianissimo ; RENAT. BIRAG. Sanctus Romanæ ecclesiæ presbit. cardin. Et Franc. cancellar. illustriss. Beneficio ; Claudio d'Aubray, Præfecto Mercator Johann. le Comte ; Renat. Baudert ; Johann. Gedoyn ; Petr. Laisné Trìbunis plebis, curantibus. Anno Redemptionis M. D. LXXIX. — Hunc deduxit aquam Duplicem Biragus in usum ; Serviat ut Domino, serviat ut populo. Publica sed quanta privatis commoda, tanto Præstat amore domus publicus urbis amor. — Renat. Bìrag. Franc. cancell. Publ. comm. M. D. LXXIX. |

La fontaine était alimentée par un cours d'eau (dit « fontaine de Savy » ou Savies) dont la source se trouvait au bas de Belleville et qui desservait auparavant l'hôtel Saint-Pol. Cette fontaine monumentale, dont la forme est mal connue, comportait des sculptures d'« anges montés sur des dauphins » attribuées par Sauval à Germain Pilon. Cette attribution est d'autant plus vraisemblable que Pilon avait déjà réalisé d'autres travaux pour Birague, tels que le tombeau de son épouse Valentine Balbiani (1573) et un portrait en médaillon du chancelier (1577).

### La deuxième fontaine (1627-1707)

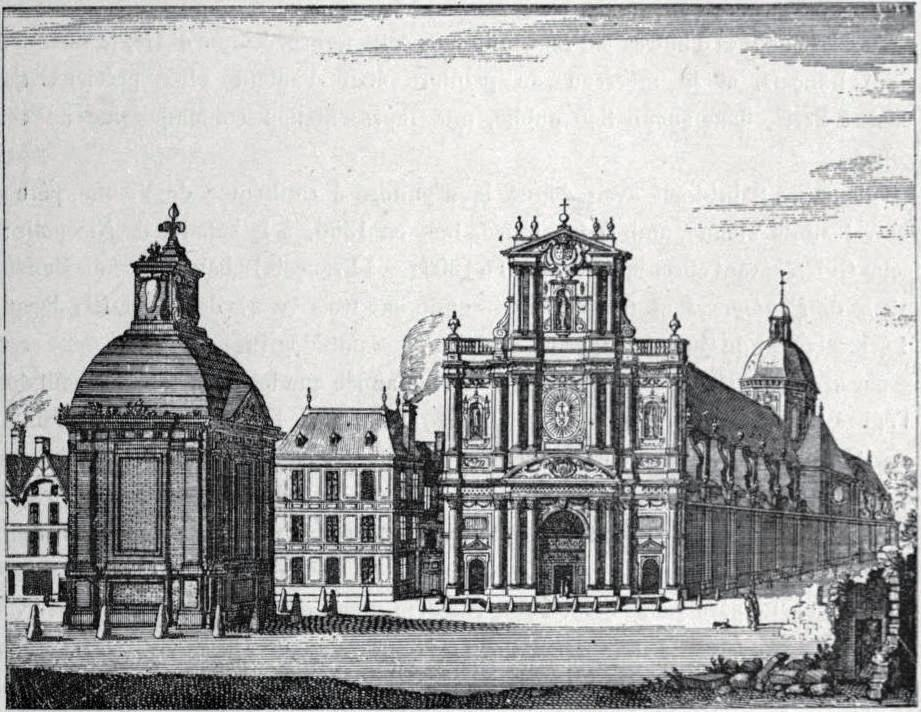
La fontaine de 1627, d'après une gravure de Jean Marot.

Tarie, elle fut reconstruite en 1627, sous la prévôté de Nicolas Bailleul, selon les plans d'Augustin Guillain, « maître des œuvres » (architecte) de la ville. Elle fut alors érigée par l'entrepreneur Jehan Chériot non loin de son emplacement initial, sur une nouvelle place établie sur l'ancien « cimetière des Anglais » et destinée à servir de parvis à l'église des Jésuites (église Saint-Paul-Saint-Louis) dont la première pierre fut posée la même année.
Visible au premier plan d'une gravure de Jean Marot (milieu du XVIIe siècle), la fontaine de 1627, isolée sur la place (appelée place de Birague) et protégée par des bornes, était bâtie sur un plan carré ou rectangulaire, ornée de pilastres toscans, d'une frise à triglyphes et surmontée d'un dôme en pierre d'appareil et d'une lanterne pourvue d'une fleur de lys en guise d'amortissement. Sur les côtés perpendiculaires à l'axe de la rue Saint-Antoine, on voyait des frontons triangulaires. Aux quatre angles étaient sculptées les initiales « S.C. », qui indiquaient la limite de la censive des chanoines réguliers du prieuré Sainte-Catherine-du-Val-des-Écoliers.

### La troisième fontaine (1707-1856)

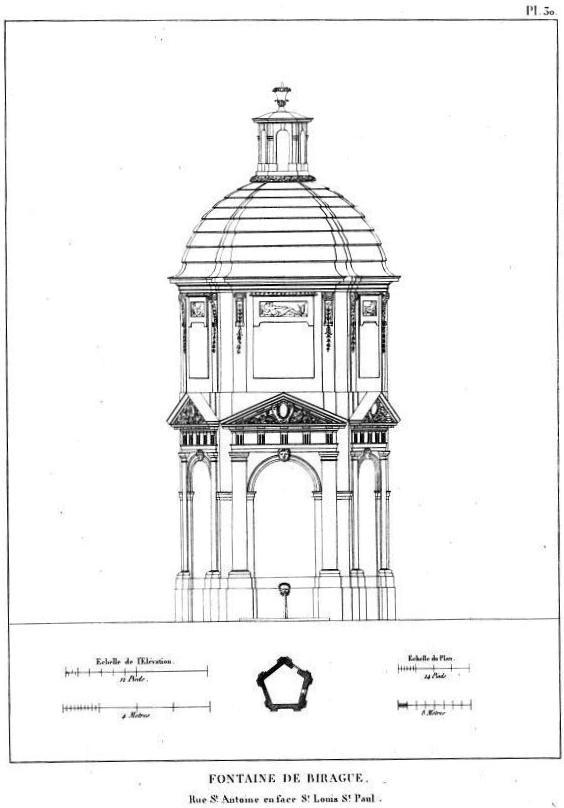
Élévation et plan de la fontaine au début du XIX.

Entre 1707 et 1708, lors de la mise en service de la pompe Notre-Dame, la fontaine fut reconstruite une seconde fois par Jean Beausire. La première pierre fut posée lors d'une cérémonie le 13 mai 1707.

Rebâtie sur un plan pentagonal et pourvue d'un étage destiné à contenir un réservoir, cette fontaine bénéficiait d'un riche décor architectural. Au premier niveau de chacun de ses pans, une arche cintrée aveugle était encadrée par des pilastres toscans et surmontée d'une frise à triglyphes et d'un fronton décoré d'un écusson comportant des attributs du Commerce et de l'Industrie. L'une de ces arches donnait sur une niche abritant l'unique robinet de la fontaine. Au second niveau, entre de fines consoles, des bas-reliefs figurant des nymphes couchées, des naïades ou des fleuves surmontaient des distiques latins. Le dôme (ou calotte) et sa lanterne étaient quant à eux assez semblables à ceux de la fontaine de 1627. Omis lors de la reconstruction, les marques de la censive du prieuré Sainte-Catherine furent rajoutés à la demande des chanoines en août 1708.
Au XVIIIe siècle, jusqu'à la création du marché couvert Sainte-Catherine en 1783, la place autour de la fontaine, appelée place de Birague, accueillait un marché en plein air.
En 1856, dans le cadre des travaux haussmanniens de prolongement de la rue de Rivoli, la place et la fontaine furent démolies.

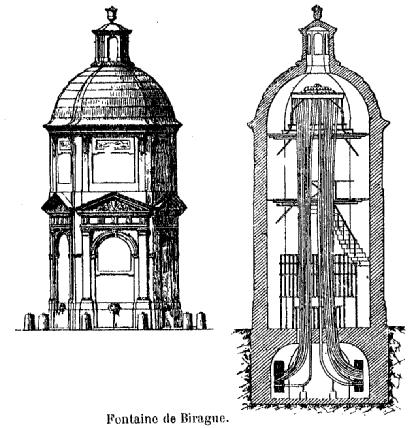
Élévation et coupe de la fontaine, où l'on voit les conduites du château d'eau servant à la répartition de l'eau entre les différents concessionnaires du quartier.
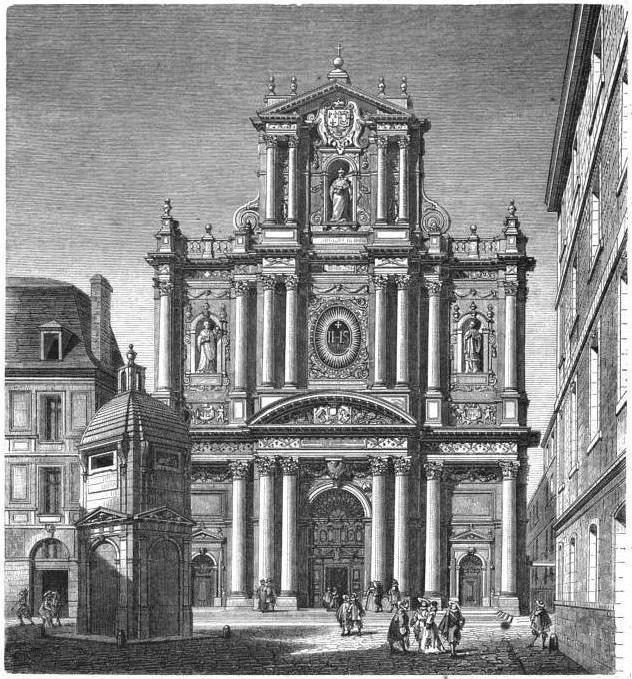
La fontaine devant la façade de l'église Saint-Paul-Saint-Louis.
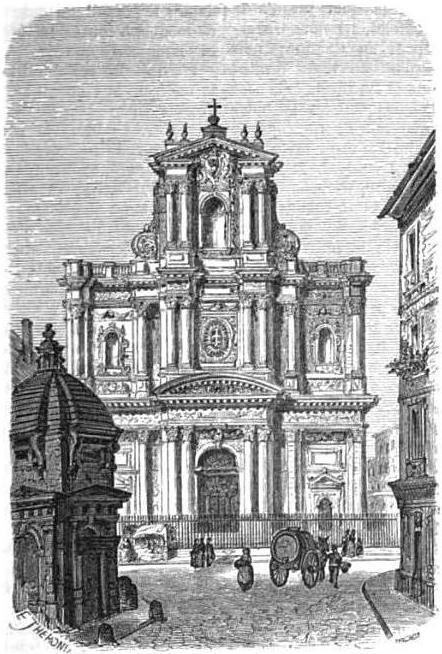
Gravure de Thérond (1855).